# Terra della Principessa Elisabetta
La Terra della Principessa Elisabetta (in inglese Princess Elizabeth Land) è una regione dell'Antartide facente parte del Territorio Antartico Australiano e compresa tra 73°35'E e capo Penck a 87°43'E. Viene considerata appartenente al territorio l'area compresa tra 64°56'S e 90°00'S (il Polo Sud). La regione confina ad ovest con la piattaforma di ghiaccio Amery e la Terra di Mac Robertson e a est con la Terra di Guglielmo II.

## Scoperta
La Terra della Principessa Elisabetta venne scoperta il 9 febbraio 1931 durante una spedizione guidata da Sir Douglas Mawson. La regione venne battezzata in onore della principessa Elisabetta, figlia di re Giorgio VI del Regno Unito, successivamente sovrana del Regno Unito dal 1952 al 2022.

## Suddivisione
Il territorio è diviso in due settori:
- Costa di Ingrid Christensen 69°30′S 77°00′E) (in inglese Ingrid Christensen Coast), compresa tra 73°35'E (il promontorio Jennings, all'estremità orientale della piattaforma di ghiaccio Amery) e 81°24'E (estremità orientale della piattaforma di ghiaccio Ovest). La costa venne scoperta quando il capitano Klarius Mikkelsen approdò nei pressi delle colline Vestfold il 20 febbraio 1935 con la nave norvegese Thorshavn armata da un magnate della caccia alla balena: Lars Christensen. Il territorio venne così intitolato in onore di Ingrid Christensen, moglie dell'armatore, che accompagnava il marito nell'esplorazione antartica. La parte più a sud di questa regione venne scoperta e fotografata soltanto nel marzo 1947, durante l'Operazione Highjump.
- Costa di Leopoldo e Astrid (67°20′S 84°30′E) (in inglese Leopold and Astrid Coast), compresa tra 81°24'E (estremità orientale della piattaforma di ghiaccio Ovest) e capo Penck, localizzato a 87°43'E. Scoperta ed esplorata durante una ricognizione aerea partita dalla nave Thorshavn il 17 gennaio 1934 dal tenente Alf Gunnestad e dal capitano Nils Larsen, è stata intitolata da Lars Christensen a re Leopoldo e alla regina Astrid del Belgio.